# Anomala brachypus
Anomala brachypus är en skalbaggsart som beskrevs av Bates 1891. Anomala brachypus ingår i släktet Anomala och familjen Rutelidae. Inga underarter finns listade i Catalogue of Life.